# 尉迟璥
尉迟璥（?—?），姓尉迟氏，7世纪末8世纪初于阗国王。
天授三年（692年）腊月，伏阇雄卒，武则天封其子尉迟璥为于阗国王。开元时向唐朝献马、骆驼、豽。他去世后，开元十六年（728年），唐朝杀尉迟眺，立尉迟战为王。